# 李子通
李 子通（り しつう）は、隋末唐初に割拠した群雄の一人。

## 生涯
東海郡承県の漁民の子として生まれた。大業末年、李子通は長白山の賊の左才相の下に身を寄せた。李子通は仁愛で知られ、帰順する者が多く、半年もたたずに一万人あまりを集めた。左才相にその名声を妬まれたため、その下を離れて淮水を渡り、杜伏威に合流した。隋将の来整に敗れて海陵に逃れ、将軍を自称した。大業11年（615年）に楚王を僭称した。
大業14年（618年）に宇文化及が煬帝を殺した後、江都太守の陳稜が江都を守っていた。李子通が江都を攻撃したため、追いつめられた陳稜は沈法興と杜伏威に救援を求めた。李子通の部下の毛文深が沈法興と杜伏威のあいだを離間し、2勢力が牽制しあっている隙に、李子通は江都を奪取した。皇泰2年（619年）、江都で皇帝を称し、国号を呉、元号を明政と定めた。丹陽に拠った楽伯通を降して、尚書左僕射に任じた。また沈法興を破って晋陵を奪い、李百薬をはじめとした江南の士人の多くを帰順させた。
しかし間もなく杜伏威の部下である輔公祏に破れ、江都を捨て長江を渡り余杭へと逃れ再起を図った。明政3年（621年）に再度杜伏威に敗れると、楽伯通とともに長安に連行された。高祖李淵は邸と畑を与えて厚遇したが、武徳5年（622年）に楽伯通と語らって乱を図ったため、藍田で捕らえられて処刑された。

## 伝記資料
- 『旧唐書』巻五十六 列伝第六「李子通伝」
- 『新唐書』巻八十七 列伝第十二「李子通伝」